# UTV Indiagames
Pour les articles homonymes, voir UTV.
UTV Indiagames est une entreprise d'édition de jeu vidéo fondée en 1999 en Inde sous le nom Indiagames par cinq personnes dont Vishal Gondal. Depuis 2007, elle est une filiale d'UTV Software Communications, une société indienne des médias dont le capital est grignoté depuis 2006 par la Walt Disney Company. En 2011, Disney achète les 42 % restants d'Indiagames non détenus par UTV. Durant l'été 2012, Disney finalise son acquisition d'UTV et fin août Indiagames est rattachée à la filiale Disney UTV Digital.

## Historique
En 1999, Vishal Gondal fonde avec quatre personnes un studio de portage de jeu vidéo sur toutes plateformes (Internet, PC, mobile, PDA,...)
En 2005, TOM Online achète 76,29 % de la société alors considérée comme le plus important développeur et éditeur de jeux vidéo en Inde avec 60 % de parts de marché pour les appareils nomades.
Le 14 décembre 2007, UTV Software Communications achète 60 % du capital de l'éditeur de jeu vidéo Indiagames. En 2009, le studio compte 300 employés dans ses bureaux de Bombay, Pékin, Los Angeles et Londres.
Le 2 juin 2010, Indiagames est renommé UTV Indiagames. Entre-temps, en mai 2010, Disney détenait plus de 50 % d'UTV ainsi que plusieurs de ses filiales.
Le 2 février 2011, Indiagames signe un contrat avec Zenga TV pour proposer du contenu vidéo sur la plateforme internet et de téléphonie mobile de Zenga en Inde.
Le 7 octobre 2011, Disney annonce avoir acheté pour un prix de 80 à 100 millions d'USD les 42 % d'Indiagames non détenus par UTV Software Communications, société que Disney a annoncé vouloir racheté quelques mois plus tôt. Les 42 % étaient détenus par Vishal Gondal, fondateur d'Indiagames et des investisseurs étrangers tel que Cisco Systems et Adobe.
Le 25 novembre 2011, UTV Indiagames annonce se recentrer sur le marché indien après l'achat par Disney. Le 27 décembre 2011, UTV annonce transférer son droit de rachat des actions restantes d'UTV Indiagames à Disney.
Le 24 octobre 2012, UTV Indiagames publie le jeu Cricket Fever Challenge, son premier jeu sur les réseaux sociaux.
Le 16 avril 2013, Indiagames édite IPL Cricket Fever 2013 sur Android et connecté à Facebook, version 2013 et licenciée à l'Indian Premier League de son jeu Cricket Fever.
Le 12 février 2015, Disney UTV Digital au travers d'Indiagames dévoile ICC Pro Cricket 2015, le jeu officiel multi-plateforme de la Coupe du monde de cricket de 2015. Le 27 août 2015, Disney India annonce l'arrêt des développements pour son studio Indiagames dans le cadre de la restructuration de Disney Interactive Studios,,.

## Jeux
- Buffy contre les vampires: La Quête pour Oz (2004) sur téléphone portable
- Predator (2004) dans la série Predator
- Garfield (2004) dans la série Garfield
- Son of the Mask (2005) inspiré de The Mask
- Indiagames Ghajini inspiré du film Ghajini (2008)
- Terror Attack: Project Fateh (2010)
- Ra.One Genesis (2011)
- Cricket Fever Challenge (2012)
- IPL Cricket Fever 2013 (2013)
- ICC Pro Cricket 2015 (2015)